# غلين اندروز
غلين اندروز (بالإنجليزية: Glenn Andrews)‏ هو شخصية أعمال وسياسي أمريكي، ولد في 15 يناير 1909 في الولايات المتحدة، وتوفي في 25 سبتمبر 2008 في نفس البلد. حزبياً، نشط في الحزب الجمهوري. وقد انتخب عضو مجلس النواب الأمريكي.